# Sent Ilari de la Noalha
Sent Ilari de la Noalha (en francès Saint-Hilaire-de-la-Noaille) és un municipi francès situat al departament de la Gironda i a la regió de la Nova Aquitània.

## Demografia
| 1962                                       | 1968 | 1975 | 1982 | 1990 | 1999 | 2007 |
| ------------------------------------------ | ---- | ---- | ---- | ---- | ---- | ---- |
| 303                                        | 316  | 296  | 271  | 291  | 305  |      |
| Des de 1962: població sense dobles comptes |      |      |      |      |      |      |

## Administració
| Període | Identitat   | Partit |
| ------- | ----------- | ------ |
| 2008-   | Louis Négro |        |